# Encyrtidae
Encyrtidae es una familia numerosa de avispas parásitas, con aproximadamente 3700 especies en 460 géneros. Las larvas de la mayoría son parasitoides de Hemiptera, aunque también tienen otros huéspedes. Su biología es muy variable (por ejemplo, algunas atacan huevos o larvas de insectos, otras garrapatas. Aun otras parasitan a otros parásitos, es decir que son hiperparasitoides.
Son cosmopolitas y se las encuentra en una gran variedad de hábitats. Se las considera valiosos agentes de control biológico. 
Algunas especies presentan una forma de desarrollo poco común llamada poliembrionía, en la que un solo huevo se multiplica en forma clonal produciendo un gran número individuos genéticamente idénticos. Aún más notable es que algunos ejemplares son más grandes que los otros y se comportan como una casta de soldados de los insectos eusociales, atacando a otras larvas de avispas de la misma u otras especies en el huésped. Mueren sin reproducirse, lo cual es una forma de "altruismo".
Es fácil distinguir a estas avispas de otras de la superfamilia Chalcidoidea por detalles de la venación de las alas, la migración del cerco hacia el metasoma con una acompañante distorsión de los terguitos y por un mesopleuron ensanchado.
Se ha descrito un género extinto, Archencyrtus, del Eoceno Medio en ámbar de Sajalín (Isla de Sajalín) en Rusia oriental.

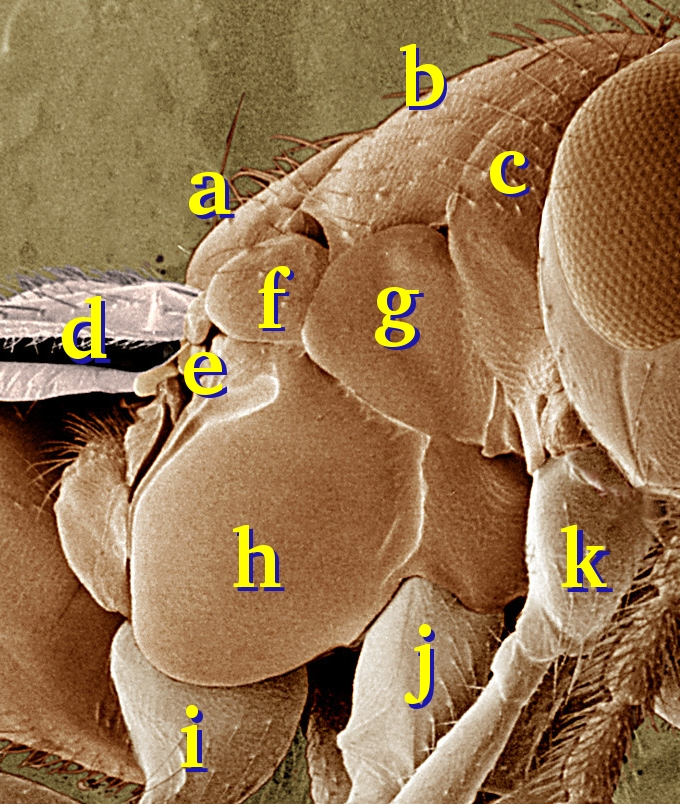
Tórax de Encyrtidae (Tachinaephagus zealandicus). "h" es el mesopleuron

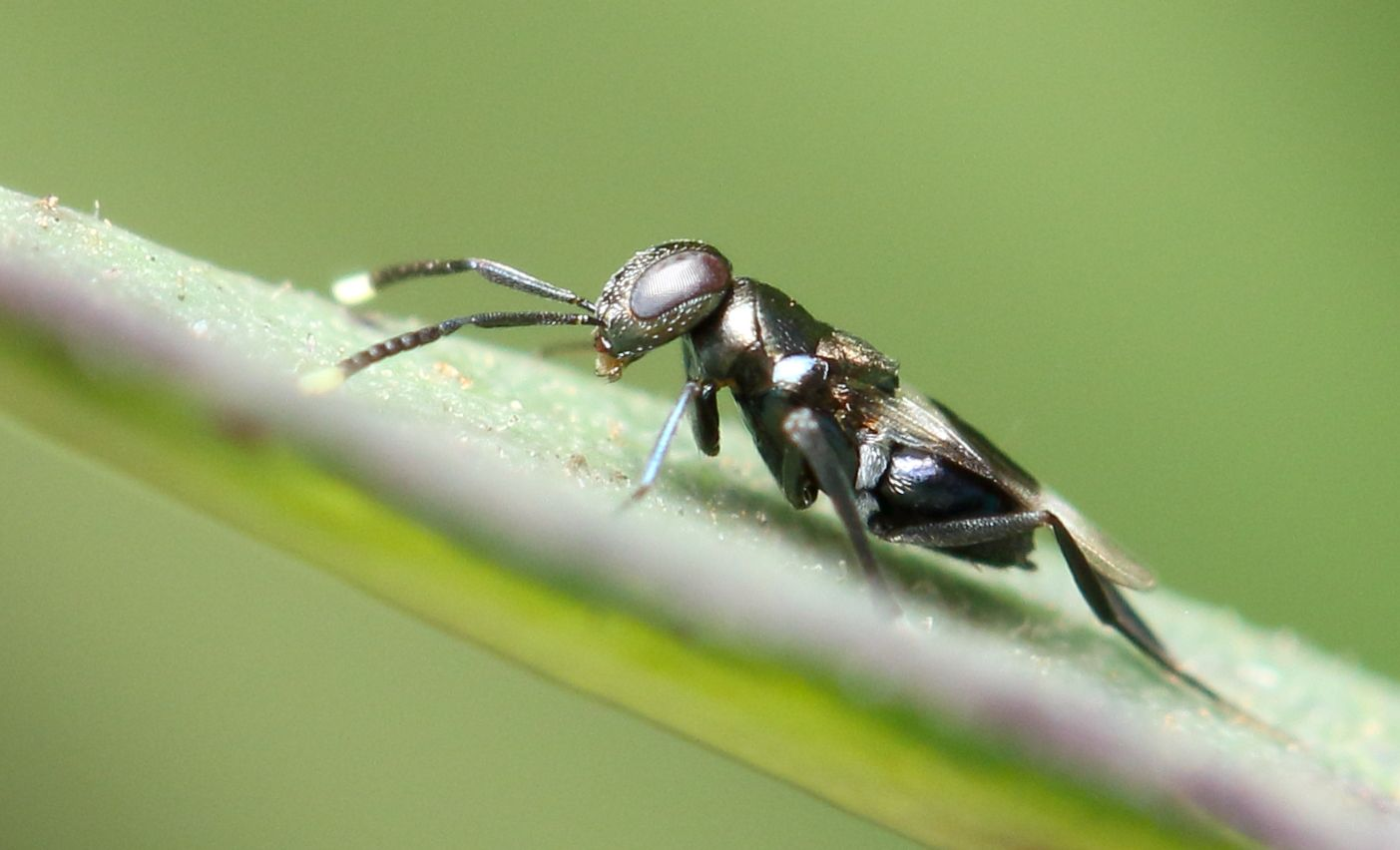
Homalotylus

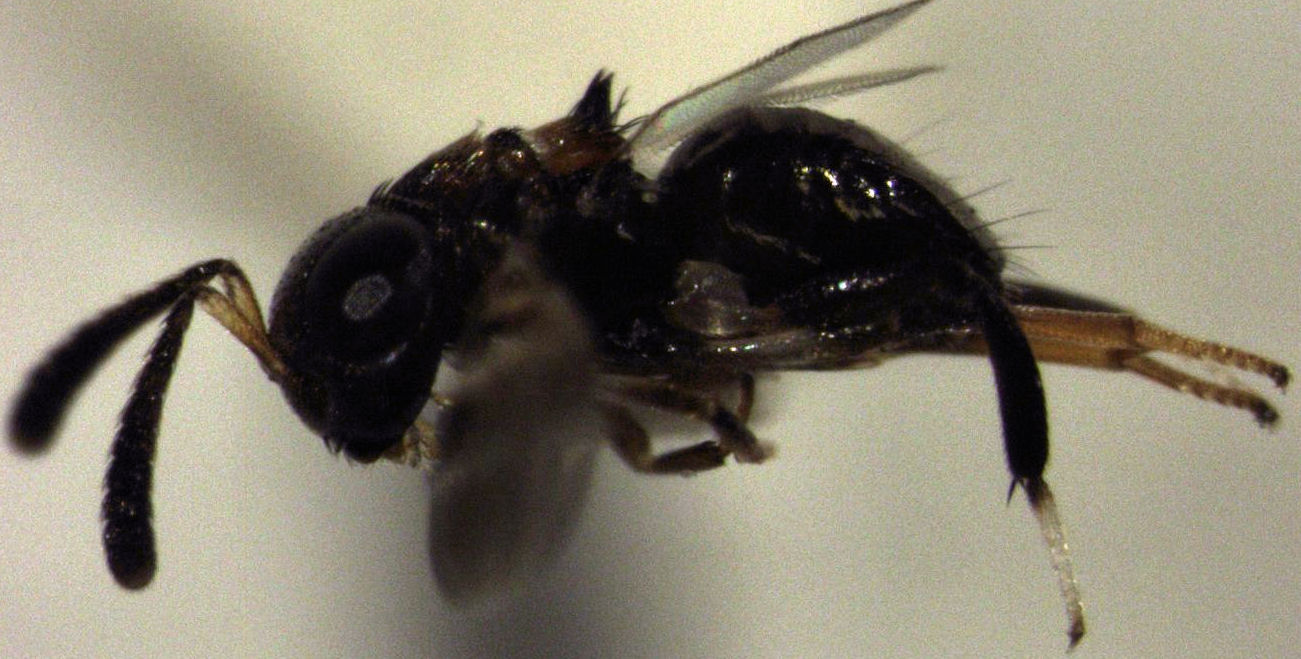
Encyrtus infelix

## Géneros
Esta familia tiene por lo menos 460 géneros diferentes (algunos con una sola especie).

Los géneros más importantes están presentes abajo con una indicación del mínimo número de especies incluidos en ellos entre paréntesis:
- Acerophagus Smith, 1880 (99)
- Adelencyrtoides Tachikawa & Valentine, 1969 (14)
- Adelencyrtus Ashmead, 1900 (34)
- Aenasius Walker, 1846 (42)
- Ageniaspis Dahlbom, 1857 (16)
- Aloencyrtus Prinsloo, 1978 (20)
- Allocerellus Silvestri, 1915 (12)
- Anagyrus Howard, 1896 (269)
- Anicetus Howard, 1896 (51)
- Anthemus Howard, 1896 (22)
- Aphycus Mayr, 1876 (30)
- Aschitus Mercet, 1921 (20)
- Bennettisca Noyes, 1980 (10)
- Blastothrix Mayr, 1876 (28)
- Blepyrus Howard, 1898 (18)
- Bothriothorax Ratzeburg, 1844 (32)
- Brethesiella Porter, 1920 (18)
- Cerapterocerus Westwood, 1833 (11)
- Cerchysiella Girault, 1914 (31)
- Cerchysius Westwood, 1832 (14)
- Cicoencyrtus Noyes, 1980 (17)
- Cirrhencyrtus Timberlake, 1918 (10)
- Clausenia Ishii, 1923 (12)
- Coccidencyrtus Ashmead, 1900 (32)
- Coelopencyrtus Timberlake, 1919 (30)
- Copidosoma Ratzeburg, 1844 (186)
- Copidosomopsis Girault, 1915 (12)
- Charitopus Förster, 1856 (17)
- Cheiloneurus Westwood, 1833 (138)
- Discodes Förster, 1856 (41)
- Diversinervus Silvestri, 1915 (12)
- Ectroma Westwood, 1833 (11)
- Echthroplexiella Mercet, 1921 (31)
- Encyrtus Latreille, 1809 (87)
- Ericydnus Haliday, 1832 (29)
- Ginsiana Erdös & Novicky, 1955 (11)
- Gyranusoidea Compere, 1947 (43)
- Habrolepis Förster, 1856 (17)
- Helegonatopus Perkins, 1906 (13)
- Hexacladia Ashmead, 1891 (26)
- Holcencyrtus Ashmead, 1900 (10)
- Homalotylus Mayr, 1876 (62)
- Isodromus Howard, 1887 (24)
- Ixodiphagus Howard, 1907 (14)
- Leptomastidea Mercet, 1916 (22)
- Leptomastix Förster, 1856 (32)
- Lohiella Noyes, 1980 (14)
- Mahencyrtus Masi, 1917 (13)
- Mayridia Mercet, 1921 (34)
- Meromyzobia Ashmead, 1900 (25)
- Metaphycus Mercet, 1917 (449)
- Metapsyllaephagus Myartseva, 1980 (11)
- Microterys Thomson, 1876 (199)
- Neastymachus Girault, 1915 (13)
- Neocladia Perkins, 1906 (36)
- Neococcidencyrtus Compere, 1928 (20)
- Oobius Trjapitzin, 1963 (41)
- Ooencyrtus Ashmead, 1900 (296)
- Parablastothrix Mercet, 1917 (16)
- Parablatticida Girault, 1915 (14)
- Paraphaenodiscus Girault, 1915 (17)
- Parechthrodryinus Girault, 1916 (13)
- Plagiomerus Crawford, 1910 (10)
- Prionomastix Mayr, 1876 (27)
- Prochiloneurus Silvestri, 1915 (29)
- Pseudectroma Girault, 1915 (11)
- Pseudencyrtus Ashmead, 1900 (11)
- Pseudococcobius Timberlake, 1916 (12)
- Psyllaephagus Ashmead, 1900 (231)
- Rhopus Förster, 1856 (61)
- Rhytidothorax Ashmead, 1900 (19)
- Syrphophagus Ashmead, 1900 (83)
- Tachinaephagus Ashmead, 1904 (11)
- Tetracnemoidea Howard, 1898 (17)
- Tetracnemus Westwood, 1837 (33)
- Trechnites Thomson, 1876 (22)
- Trichomasthus Thomson, 1876 (57)
- Zaomma Ashmead, 1900 (15)